# ماري فرانك
ماري فرانك (بالإنجليزية: Mary Frank)‏ هي رسامة أمريكية، ولدت في 4 فبراير 1933 في لندن في المملكة المتحدة.